# Pribislavec
Pribislavec (mađarski: Zalaújvár) je općina u Međimurskoj županiji, u Republici Hrvatskoj.

## Općinska naselja i mjesni odbori
U općini se nalazi jedno (1) naselje: Pribislavec.
Pribislavec je u listopadu 2001. godine na temelju zakona o područjima županija, gradova i općina u Republici Hrvatskoj postao samostalna općina u čiji sastav ulaze dva mjesna odbora : "Pribislavec" i "Romsko naselje Pribislavec"

## Stanovništvo
Pribislavec je prema popisu stanovništva iz 2001. godine imao 2.929 stanovnika, dok prema popisu stanovništva iz 2011. godine u općini Pribislavec živi 3.136 stanovnika.
| broj stanovnika | 537   | 634   | 831   | 954   | 1017  | 1121  | 1395  | 1617  | 1940  | 2028  | 2167  | 2354  | 2568  | 2746  | 2929  | 3136  | 2963  |
|                 | 1857. | 1869. | 1880. | 1890. | 1900. | 1910. | 1921. | 1931. | 1948. | 1953. | 1961. | 1971. | 1981. | 1991. | 2001. | 2011. | 2021. |

## Uprava

### Općinsko vijeće
Općinsko vijeće Pribislavec konstituirano je 30. lipnja 2009 godine. Vijećem rukovodi Predsjednik Općinskog vijeća, i ima jednog potpredsjednika. Predsjednik Općinskog vijeća je također najviše predstavničko i zakonodavno tijelo Općine. Nadalje, Vijeće se sastoji od 11 vijećnika od kojih je 4 iz SDP-a, 2 iz HNS, 1 iz HDZ-a, 1 iz HSLS-a, 1 iz SRH-a, 1 iz HSR-a i 1 s Nezavisne liste. Rad se odvija kroz sjednice Općinskog vijeća, najmanje jedan puta u 30 dana.

### DVD Pribislavec
Dobrovoljno vatrogasno društvo (DVD) Pribislavec osnovano je 20. rujna 1921. godine. Osnivači su bili Franjo Mošmondor, Andrija Pintarić, Ivan Šoltić, Josip Belović, Mijo Novak i Mirko Bratišćak. Prilikom osnivanja u Društvo se učlanilo 30 utemeljitelja. Sredstvima članarine i dobrovoljnih priloga prikupljenih medu mještanima kupljena je ručna štrcaljka. Godinu dana kasnije nabavljene su kape i opasači sa sjekiricama, a sljedeće 1923. godine, i radne bluze za sve aktivne članove.
Prvi predsjednik DVD Pribislavec bio je Josip Belović, potpredsjednik Mijo Novak, tajnik Ivan Radiković, zapovjednik Ivan Magdalenić, a zamjenik zapovjednika Stjepan Juričan.
Tridesetih godina 20. stoljeća DVD Pribislavec je bilo vrlo aktivno društvo. Redovito su organizirane vatrogasne zabave na kojima su alimentirana značajna sredstva. Već 1932. godine na objektu vatrogasnog spremišta vlastitim sredstvima i dobrovoljnim radom dograđen je toranj za osmatranje. Čak je 1935. godine nabavljeno staro motorno vozilo za prijevoz pribislavečkih vatrogasaca na mjesto gašenja požara. U isto vrijeme osnovana je vatrogasna limena glazba koja je imala 16 glazbenika, a vodio ju je kapelnik Pavao Trojnar. Limena glazba pribislavskih vatrogasaca djelovala je i nakon II. svjetskoga rata.
Moderna vatrogasna oprema počela se nabavljati sredinom pedesetih godina. Godine 1955. nabavljen je agregat "Savica" zajedno s prikolicom, a za njegov prijevoz služio je traktor. Godine 1958. kupljen je stari kamion, a služio je samo tri godine. Agregat "Sora" i električna sirena za uzbunjivanje nabavljena je 1964. godine. Za agregat "Zeigler" 1967. godine prikupljena su sredstva dobrovoljnim prilozima mještana. Potom je, godinu dana kasnije, nabavljeno novo kombi vozilo, a u njegovoj nabavi sudjelovao je i Vatrogasni savez tadašnje općine Čakovec. Stari vatrogasni dom srušen je 1968. godine. Agregat "Honda" nabavljen je 1983. godine.
Velikom svečanošću 1981. godine obilježena je i proslavljena 60. obljetnica rada DVD Pribislavec.
Tijekom 1985. godine članovi DVD Pribislavec imali su nekoliko uspješnih radnih akcija. Jedna od njih bila je na iskopu rova za energetski kabel. Te 1985. temeljito je uređeno sadašnje vatrogasno spremište. U nizu aktivnosti DVD Pribislavec je organizirao predavanje o preventivnim mjerama zaštite od požara učenicima šestih i sedmih razreda OŠ Pribislavec. Vatrogasna postrojba dobro je materijalno i tehnički opremljena, te ima dobar rukovodni kadar, na čelu s predsjednikom Zoranom Lepenom.

## Povijest
Podrijetlo toponima Pribislavec izvodi se prema osobnom imenu Pribislav. Godine 1367., u vrijeme kada je Međimurjem gospodarila obitelj Lacković, Pribislavec se navodi kao possessio Pobozlouhaza. Prema tome Pribislavec se prvi puta u povijesti spominje nakon prvog poznatog popisa katoličkih župa 1334. godine u Zagrebačkoj biskupiji, a prije osnutka pavlinskog samostana 1376. godine u današnjem Šenkovcu. Pribislavec je sigurno već 1334. godine pripadao župi sv. Mihovila sa sjedištem u današnjem Mihovljanu.
Činjenica da se spominje 1367. godine ne znači da je te godine utemeljen. Utemeljen je svakako mnogo prije, međutim za precizno utvrđivanje kada, nedostaju pouzdani izvori. I to prvo spominjanje samo je uzgredno. Pribislavec se spominje kao posjed koji graniči s Belicom. Međutim, posve je sigurno da tih godina druge polovine 14 stoljeća uz posjed Pribislavec, postojalo i naselje. Pribislavec je svako vrlo staro međimursko naselje.
Iz ranijeg opisa saznajemo da je 1831. godine u selu bio lijepi dvorac oko kojeg su bili uređeni vrtovi. Današnji dvorac Kaštel u Pribislavcu sagrađen je 1870. godine na mjestu ranijeg dvorca. Gradio ga je grof Juraj Feštetić u neogotičkom stilu.

### Anticiganske demonstracije 2019.
Skupina koju vodi Alen Pancer, veteran Hrvatskog rata za neovisnost, najavila je anticiganske demonstracije pod naslovom "Želim normalan život" za 1. lipnja 2019. u županijskom upravnom središtu u Čakovcu. Veljko Kajtazi, zastupnik Roma u Hrvatskoj u Hrvatskom saboru, izrazio je iznenađenje izdvajanjem Roma što je uznemirilo cijelu zajednicu. Zastupnik je izrazio nezadovoljstvo činjenicom da Grad Čakovec nije dopustio sljedeći dan demonstracije odgovora. Kajtazijevu tiskovnu konferenciju u Hrvatskom saboru prekinuo je zastupnik Hrvatskog rasta Hrvoje Zekanović. Nezavisni srpski tjednik Novosti napisao je da je organizatorica demonstracija aktivistica Željka Markić i simpatizerka Ruža Tomašić povezana s nacionalističkim i desničarskim skupinama. Kajtazi je podcrtao da "ekstremni desničari i ljudi koji šire poruke mržnje ... nisu ljudi koji će riješiti problem ..." Organizatori su porekli anticigansku prirodu demonstracija navodeći da čak i "među Romima ima časnih osoba" i poštenih ljudi ". Europski centar za prava Roma pozvao je vlasti Međimurske županije da pojasne zašto podržavaju demonstracije navodeći kako je neprihvatljivo da multikulturalna, demokratska i antifašistička država tolerira demonstracije protiv čitavih skupina ljudi. Prije okupljanja, demonstracije je osudila predsjednica Unije Roma u Hrvatskoj Suzana Krčmar, izabrana predstavnica romske zajednice Međimurja Matija Oršuš. Načelnica općine Pribislavec Višnja Ivačić izrazila je punu podršku demonstracijama i pozvala druge općine u županiji da se pridruže.

## Spomenici i znamenitosti
- Dvorac Feštetić, Pribislavec (2011) - sjeveroistokDvorac Feštetić

### Crkva svetog Florijana
Župa Svetog Florijana u Pribislavcu utemeljena je 1999. godine. Prvi župnik u Pribislavcu je Damir Kovačić. Kao kapela sv. Florijana današnja župna crkva sagrađena je sredinom 19. stoljeća. Današnji izgled dobila je nadogradnjom 1903. godine. Lađa crkve ima 16,89 metara dužine i 9,16 metara širine. Svetište je široko 5,74 metara. Uz crkvu je 1975. godine podignuta mala sakristija. Toranj je visok 19,44 metara. Posvećena je u listopadu 1867. godine. U svetištu današnje župne crkve sv. Florijana nalazi se slika ulje na platnu sv. Florijana dimenzija 170 x 112 cm. Slikar je nepoznat, ali je slika dobro slikana. Dar je grofa Feštetića.
Župni je dvor uređen u kupljenoj privatnoj kući uz župnu crkvu. Uz župni dvor izgrađena je vjeronaučna dvorana i ostali sadržaji potrebni za normalno funkcioniranje katoličke župe. Župa sv. Florijana pokriva samo mjesto Pribislavec. Utemeljenjem župa Ivanovec i Pribislavec okončana je podjela najveće međimurske župe, sv. Nikole biskupa Čakovec, na nekoliko manjih župa. Time je završen ustroj svih župa u Međimurskoj županiji. Od 2000. godine djeluje u Čakovečkom dekanatu Varaždinske biskupije. Iz župe Pribislavec potječu franjevci Albin Novak i Rikard Patafta. 
Župa sv. Florijana ima 6 sakralnih objekta: 1 župnu crkvu, 4 poklonca i 1 sakralni spomenik.

## Obrazovanje

### Osnovna škola Vladimira Nazora Pribislavec
Osnovna škola Vladimira Nazora djeluje na području prigradskog naselja Pribislavec, koji je u listopadu 2001. godine dobio status općine. Prema popisu Pribislavec ima 2 982 stanovnika. Broj stanovnika je u porastu, te se očekuje i veći broj školskih obveznika. Zbog pomanjkanja školskog prostora pokrenuta je inicijativa za izgradnjom nove školske zgrade. Nakon prihvaćanja projektnog zadatka od strane osnivača prišlo se realizaciji projekta izgradnje škole. U tijeku je izrada građevinske dokumentacije za novu školsku zgradu i pripadajuću športsku dvoranu s lokacijskom i građevinskom dozvolom.
S obzirom na to da se nastava izvodi u objektu koji nije namjenski građen postoje poteškoće vezane uz pomanjkanje prostora, kako učioničkog tako i kabinetskog.
U školskoj godini 2009./10. školu pohađa 348 učenika.

## Kultura

### KUD Kaštel
Obnoviteljska skupština KUD "Pribislavec" održana je 28. ožujka 1998. godine. Skupština je, uz prisustvo 56 zainteresiranih mještana, održana u maloj dvorani Društvenog doma. Prvo okupljanje zainteresiranih bilo je 16. ožujka 1998. godine kada su obavljene sve pripreme za obnoviteljsku skupštinu gdje je dogovoren rad folklorne i tamburaške sekcije. Na skupštini je donesen Statut KUD-a "Pribislavec", a za predsjednika je izabran Vladimir Tkalčec-Bač. 
KUD "Pribislavec" djeluje u tri sekcije: folklorna, tamburaška i dramska. Skupština KUD-a "Pribislavec" je 16. ožujka 2002. godine donijela odluku o promjeni imena. Novo ime je Kulturno-umjetničko društvo "Kaštel" Pribislavec, a djeluje preko sljedećih sekcija: 
1. Folklorna sekcija
2. Tamburaška sekcija
3. Sekcija za narodne običaje, skupljanje i čuvanje starih predmeta
4. Sekcija za klasične i moderne plesove
5. Dramska sekcija
6. Sekcija aktiva žena
7. Sekcija za zborno pjevanje
8. Likovna sekcija, foto-video sekcija
Članovi KUD-a "Kaštel" imali su od osnivanja do sredine 2003. godine gotovo dvjesto nastupa. Nastupali su diljem Hrvatske, a bili su i gosti Društva Međimuraca u Švicarskoj, u Zuerichu. Nastupali na brojnim koncertima, humanitarnim priredbama, smotrama, prigodnim nastupima, te na radijskim i televizijskim emisijama. Od osnivanja KUD "Kaštel" su vodili predsjednik Vladimir Tkalčec, njegov zamjenik Franjo Halabarec i blagajnik Damir Fodor. Na izbornoj skupštini održanoj 15. veljače 2003. godine za novog je predsjednika KUD-a "Kaštel" izabran Vladimir Šarić. Društvo je uspostavilo suradnju s HKUD "S. S. Kranjčević" iz švicarskog Winterthura.
Folklorna je sekcija najbrojnija. Pune četiri godine istu je vodio Branko Grabar, a potom je kormilo folklorne sekcije preuzeo Vinko Habijan. Sekcija nastoji očuvati i održati izvornu narodnu pjesmu i ples. U sklopu sekcije oformljena je i grupa za prikupljanje kulturno-povijesne i etnografske baštine Pribislavca.
Tamburašku sekciju vodi Vladimir Hranjec. U javnim nastupima tamburaši su podrška folklorašima i dramskim amaterima. Tamburaši su izdali i CD pod naslovom "Vu kaštelju", s tradicionalnim međimurskim, ali i s tri autorske pjesme. Autor glazbe tih pjesama je Stjepan Novak-Pišta, autor teksta Stjepan Halić, a aranžmana Vladimir Hranjec. Tamburaški sastav KUD-a "Kaštel" nastupio je 4. listopada 2002. godine na 6. zagorskom festivalu "Krapinska krijesnica" u Krapini s pjesmom "Sinek zemlje ove".
Dramska družina koju vodi August Lesjak ima petnaestak članova i na scenu je postavila nekoliko predstava. Predstavom "Selska ljubaf" autora Andrije Novaka dramska sekcija KUD-a "Kaštel" je u nedjelju 14. travnja 2002. nastupila na kvalifikacijskoj županijskoj smotri dramskih amatera Međimurske županije. Predstavu je režirao August Lesjak. Između ostalog na scenu su postavili i predstavu "Pocoprani snoboki" Andrije Novaka. U svibnju 2003. godine predstava "Proslava" KUD-a "Kaštel", na Smotri dramskih amatera u Štrigovi, izabrana je kao najbolja i uvrštena na državnu smotru. Državna smotra kazališnih amatera održana je na Visu.

## Šport
- NK Polet Pribislavec
- ŽOK Kaštel Pribislavec

### ŽOK Kaštel
Ženski odbojkaški klub Kaštel Pribislavec djeluje u Pribislavcu 13 godina i okuplja četrdesetak djevojčica i djevojaka.
Mlađa skupina Limačice okuplja učenice 1. – 8. razreda osnovne škole i njih već drugu godinu zaredom trenira trenerica Nives Lovrenčić dugogodišnja igračica ŽOK-a Kaštel.
Predstavljajući Međimursku županiju na turniru u dvorani Dana odbojke u Zagrebu prezentirale su kvalitetnu mini odbojku kao najmlađa ekipa.
Svim aktivnostima koje klub organizira nastoje se osigurati neophodna sredstva za normalno djelovanje kluba u 2. A ligi (kotizacije, licenciranje igračica, sportska oprema, trener, suci).
Službene utakmice klub odigrava u dvorani ETS- ekonomske i trgovačke škole u Čakovcu.
Naime, zbog Propisnika Odbojkaškog saveza dvorana u kojoj se odigravaju službene utakmice mora udovoljavati službenim kriterijima.Upravo zbog neadekvatne dvorane u Pribislavcu klub godišnje mora izdvajati pozamašna sredstva za najam dvorane.

### Aero klub Međimurje
Sportski aerodrom na kojem se svake godine održava jedan od najvećih aeromitinga u Republici Hrvatskoj.
Aero klub ima jedriličarsku školu i školu motornog letenja.
Također vrši i panoramsko letenje za sve zainteresirane.

## Vanjske poveznice
- Službena stranica Općine Pribislavec
- NK "Polet" Pribislavec[neaktivna poveznica]